# Anna Perenna
Anna Perenna was een oud-Italiaanse godin van het voorjaar. Hoewel haar taak later werd overgenomen door de Horae, de seizoenen, vierde men in Rome jaarlijks op 15 maart een feest ter ere van haar.